# Гіпотеза Заремби
Гіпотеза Заремби — твердження теорії чисел про подання нескоротних дробів через неперервні дроби: існує абсолютна стала {\displaystyle \Lambda } з такою властивістю: для будь-якого {\displaystyle q\geqslant 2} існує {\displaystyle a<q} таке, що {\displaystyle (a,q)=1} і для розкладу:
{\displaystyle {\frac {a}{q}}=[a_{1},a_{2},\dots ,a_{n}]={\cfrac {1}{a_{1}+{\cfrac {1}{a_{2}+{\frac {1}{\dots +{\frac {1}{a_{s}}}}}}}}}}
виконуються нерівності:
{\displaystyle a_{i}\leqslant \Lambda ,\ i=1,\dots ,s}.
У найсильнішому формулюванні фігурує значення {\displaystyle \Lambda =5} для довільного {\displaystyle q} та значення {\displaystyle \Lambda =3} для досить великих {\displaystyle q}.
Гіпотезу висунув 1972 року Станіслав Заремба-молодший. Головний прорив у її дослідженні пов'язаний із працею Бургена і Конторовича 2014 року, в якій слабкий варіант гіпотези доведено для багатьох чисел. Згодом їх результати багато разів покращували.

## Мотивація
Історично гіпотеза виникла у зв'язку з пошуком оптимального способу чисельного інтегрування на зразок методу Монте-Карло. Через обмеження на неповні частки Заремба оцінював характеристику ґратки, що описує найменшу віддаленість її точок від початку координат. Низка радянських математиків також замислювалися про цю гіпотезу у зв'язку з чисельним інтегруванням, але в друкованому вигляді її ніде не заявляли.
Сама постановка задачі пов'язана з діофантовими наближеннями. Для наближення довільного дійсного числа {\displaystyle \alpha } дробом {\displaystyle {\frac {p}{q}}} канонічним мірилом якості вважають число {\displaystyle c}, для якого {\displaystyle {\Bigg \vert }{\alpha -{\frac {p}{q}}}{\Bigg \vert }={\frac {1}{cq^{2}}}} (що більше {\displaystyle c}, то краще наближення). Відомо, що раціональні {\displaystyle \alpha } найкраще наближаються своїми відповідними дробами {\displaystyle {\frac {p_{n}}{q_{n}}}}, для яких відома оцінка {\displaystyle {\Bigg \vert }{\alpha -{\frac {p_{n}}{q_{n}}}}{\Bigg \vert }\leqslant {\frac {1}{q_{n}q_{n+1}}}}. Оскільки {\displaystyle q_{n+1}<(a_{n}+1)q_{n}}, то за наявності безумовної оцінки {\displaystyle a_{n}\leqslant \Lambda } попередня оцінка не може бути кращою, ніж {\displaystyle {\Bigg \vert }{\alpha -{\frac {p_{n}}{q_{n}}}}{\Bigg \vert }\leqslant {\frac {1}{(\Lambda +1)q_{n}^{2}}}}. Легко отримати й аналогічну (з точністю до сталої) оцінку знизу, тому гіпотеза Заремби — це точно твердження про існування нескоротних погано наближуваних дробів з будь-яким знаменником.

## Узагальнення

### «Абетки» значень неповних часток
Часто розглядають загальніше питання: як залежать властивості {\displaystyle {\mathcal {D}}_{\mathcal {A}}} (множини знаменників {\displaystyle q}, для яких існують нескоротні дроби {\displaystyle {\frac {a}{q}}=[a_{1},\dots ,a_{s}]} з умовою {\displaystyle a_{i}\in {\mathcal {A}}} для всіх {\displaystyle i=1,\dots ,s}) від абетки (скінченної множини натуральних чисел)? Зокрема, для яких {\displaystyle {\mathcal {A}}} множина {\displaystyle {\mathcal {D}}_{\mathcal {A}}} містить майже всі або всі досить великі {\displaystyle q}?

### Гіпотеза Генслі
Генслі 1996 року розглянув зв'язок обмежень на неповні частки з гаусдорфовою розмірністю відповідних дробів, і висунув гіпотезу, яку згодом спростовано:
Множина {\displaystyle {\mathcal {D}}_{\mathcal {A}}} містить усі досить великі числа тоді й лише тоді, коли {\displaystyle \dim _{H}({\mathfrak {C}}_{\mathcal {A}})>{\frac {1}{2}}} ({\displaystyle {\mathfrak {C}}_{\mathcal {A}}} — множина дробів з інтервалу {\displaystyle (0;1)}, усі неповні частки яких лежать в абетці {\displaystyle {\mathcal {A}}}, {\displaystyle \dim _{H}} — гаусдорфова розмірність.
Контприклад побудовано для абетки {\displaystyle {\mathcal {A}}=\{2,4,6,8,10\}}: відомо що {\displaystyle \dim _{H}({\mathfrak {C}}_{\mathcal {A}})\approx 0{,}517}, але одночасно {\displaystyle 4k+3\not \in {\mathcal {D}}_{\mathcal {A}}}.
Бурген і Конторович запропонували слабшу форму цієї гіпотези, пов'язану зі знаменниками {\displaystyle d}, на які накладено додаткові обмеження. При цьому вони довели її щільнісну версію для сильнішого обмеження, ніж {\displaystyle {\frac {1}{2}}}.

### Обчислення гаусдорфової розмірності
Питання обчислення гаусдорфової розмірності для абеток вигляду {\displaystyle {\mathcal {A}}=\{1,\dots ,N\}} розглядалося в теорії діофантових наближень задовго до гіпотези Заремби і, мабуть, бере початок із роботи 1928 року. У статті, де запропоновано гіпотезу, Генслі описав загальний алгоритм із поліноміальним часом роботи, заснований на такому результаті: для заданого алфавіту {\displaystyle {\mathcal {A}}} значення {\displaystyle \dim _{H}({\mathfrak {C}}_{\mathcal {A}})} можна обчислити з точністю {\displaystyle 2^{-N}} усього за {\displaystyle O(N^{7})} операцій.
Існує гіпотеза, що множина значень таких розмірностей {\displaystyle \{\dim _{H}({\mathfrak {C}}_{\mathcal {A}}):|{\mathcal {A}}|\leqslant \infty \}} всюди щільна. З комп'ютерних обчислень відомо, що відстань між її сусідніми елементами принаймні не менша {\displaystyle {\frac {1}{50}}}.
Для абеток із послідовних чисел Генслі отримав оцінку:
{\displaystyle \dim _{H}({\mathfrak {C}}_{\{1,\dots ,N\}})=1-{\frac {6}{\pi ^{2}N}}-{\frac {72\log N}{\pi ^{4}N^{2}}}+O\left({\frac {1}{N^{2}}}\right)} .
Зокрема, встановлено, що:
{\displaystyle \lim \limits _{N\to \infty }{\dim _{H}({\mathfrak {C}}_{\{1,\dots ,N\}})}=1}.
Цей факт суттєво використовувався в доведенні центрального результату Бургена та Конторовича.

## Просування

### Слабкі точні результати
Нідеррайтер довів гіпотезу для степенів двійки та степенів трійки при {\displaystyle \Lambda =3} і для степенів п'ятірки при {\displaystyle \Lambda =4}.
Рукавишнікова, розвиваючи простий результат Коробова, показала існування для будь-кого {\displaystyle q} дробу {\displaystyle {\frac {a}{q}}=[a_{1},\dots ,a_{s}]} з умовою {\displaystyle a_{i}<\varphi (q)\log q,\ i=1,\dots ,s}, де {\displaystyle \varphi (q)} — функція Ейлера.

### Щільнісні результати
Найсильнішим і найзагальнішим є результат Бургена та Конторовича:
{\displaystyle |{\mathcal {D}}_{\{1,\dots ,50\}}\cap [1;N]|=N-o(N)},
тобто що гіпотеза Заремби з параметром {\displaystyle \Lambda =50} правильна для майже всіх чисел. Їхній результат стосувався не лише цієї абетки, але й будь-якої іншої з умовою {\displaystyle \dim({\mathfrak {C}}_{\mathcal {A}})>0{,}98397}. Згодом їхній результат покращено для {\displaystyle \Lambda =5} та залишкового члена {\displaystyle N^{-c}}, де {\displaystyle c>0} — стала.
Для слабших обмежень той самий метод дозволяє показати, що множина {\displaystyle {\mathcal {D}}_{\mathcal {A}}} має додатну густину. Зокрема, з подальших покращень відомо, що це виконується коли {\displaystyle \dim({\mathfrak {C}}_{\mathcal {A}})>0.25({\sqrt {17}}-1)\approx 0.7807...}, зокрема для {\displaystyle {\mathcal {A}}=\{1,2,3,4\}}.

### Оцінки з гаусдорфовою розмірністю
Генслі показав, що якщо {\displaystyle \dim _{H}({\mathfrak {C}}_{\mathcal {A}})=\delta }, то {\displaystyle |{\mathcal {D}}_{\mathcal {A}}\cap [1;N]|\gg N^{\delta }}. Пізніше Бурген і Конторович покращили цю нерівність до показника {\displaystyle \delta +{\frac {(2\delta -1)(1-\delta )}{5-\delta }}-o(1)} замість {\displaystyle \delta }. Для окремих інтервалів значень {\displaystyle \delta } пізніше отримано сильніші оцінки. Зокрема відомо, що {\displaystyle |{\mathcal {D}}_{\{1,2,3,5\}}\cap [1;N]|\gg N^{0.99}} і що за {\displaystyle \delta \to {\frac {{\sqrt {40}}-4}{3}}\approx 0.7748...} показник степеня прямує до одиниці.
Загальна кількість дробів над тією чи іншою абеткою зі знаменниками, що не перевищують {\displaystyle N}, з точністю до сталої дорівнює {\displaystyle N^{2\delta }}.

### Модулярна версія
Генслі виявив, що знаменники дробів, які задовольняють гіпотезі Заремби, рівномірно розподілені (з урахуванням кратності) за будь-яким модулем. З цього, зокрема, випливає існування таких дробів зі знаменниками, рівними нулю (і будь-якому іншому значенню) за тим чи іншим модулем.
Наслідок результату Генслі (1994): для будь-якого {\displaystyle \Lambda \geq 2} існує функція {\displaystyle q=q_{\Lambda }(n)\equiv 0{\pmod {n}}} така, що для будь-якого {\displaystyle n} існує нескоротний дріб {\displaystyle {\frac {a}{q}}}, неповна частка якого обмежена {\displaystyle \Lambda }.
При {\displaystyle q_{\Lambda }(n)=n} це твердження було б еквівалентним гіпотезі Заремби. Пізніше для простих {\displaystyle n} отримано оцінки швидкості зростання {\displaystyle q_{\Lambda }(n)} в екстремальних випадках:
- для деякої сталої {\displaystyle c} істинне, що {\displaystyle q_{2}(n)=O(n^{c})}[23];

- для будь-кого {\displaystyle \varepsilon >0} існує досить велике {\displaystyle \Lambda } таке, що {\displaystyle q_{\Lambda }(n)=O(n^{1+\varepsilon })}[24].

## Методи дослідження
Сучасні методи, що сягають статті Бургена й Конторовича, розглядають гіпотезу Заремби мовою матриць розміру 2x2 і вивчають відповідні властивості матричних груп. Завдяки співвідношенню відповідних дробів розклад {\displaystyle {\frac {a}{q}}=[a_{1},\dots ,a_{s}]} можна записати як добуток матриць:
{\displaystyle {\begin{pmatrix}*&a\\*&q\end{pmatrix}}={\begin{pmatrix}0&1\\1&a_{1}\end{pmatrix}}{\begin{pmatrix}0&1\\1&a_{2}\end{pmatrix}}\dots {\begin{pmatrix}0&1\\1&a_{s}\end{pmatrix}}\ } ,
де зірочками в першій матриці закрито числа, значення яких не суттєве.
Керуючись цим, вивчається група, породжена матрицями вигляду:
{\displaystyle {\begin{pmatrix}0&1\\1&a\end{pmatrix}}{\begin{pmatrix}0&1\\1&a'\end{pmatrix}},\ a,a'\in {\mathcal {A}}} ,
на наявність у ній матриць з тим чи іншим значенням у нижній правій позиції. Для аналізу розподілу таких значень використовують тригонометричні суми, а саме спеціальні аналоги коефіцієнтів Фур'є.
Використання такого інструментарію, а також робота фактично з множинами добутків (де елементи множини — матриці) надає задачі арифметико-комбінаторного характеру.